# Senohrad
Senohrad je obec v okrese Krupina v Banskobystrickém kraji na Slovensku. Žije zde 728 obyvatel.
Obec leží v severní části Krupinské planiny, v údolí řeky Litava. Je vzdálena asi 16 km východně od Krupiny.
První písemná zmínka o obci pochází z roku 1135. V obci se nachází jednolodní pozdněbarokní římskokatolický kostel svatého Emericha z roku 1768 a kaple svatého Jana Nepomuckého z roku 1748.